# Runcinia plana
Runcinia plana là một loài nhện trong họ Thomisidae.
Loài này thuộc chi Runcinia. Runcinia plana được Eugène Simon miêu tả năm 1895.